# Óscar Tabárez
Óscar Wáshington Tabárez Silva (n. 3 martie 1947, Montevideo) este un fost fotbalist și actual antrenor de fotbal uruguayan, care din 2006 antrenează echipa națională de fotbal a Uruguayului.

## Palmares

### Antrenorr

#### Club
Peñarol
- Copa Libertadores: 1987
- Cupa Intercontinentală

Finalist: 1987
Boca Juniors
- Primera División de Argentina: Apertura 1992
- Supercopa Masters: 1992

#### Internațional
Uruguay
- Jocurile Panamericane: 1983
- Campionatul Mondial de Fotbal

Locul 4: 2010
- Copa América: 2011

#### Individual
- Antrenorul sud-american al anului: 2010, 2011